# Mesosa enodata
Mesosa enodata es una especie de escarabajo longicornio del género Mesosa, categorizada en la tribu Mesosini, de la subfamilia Lamiinae. Fue descrita por Holzschuh en 2018.

## Descripción
Mide 15,8 mm de longitud.

## Distribución
Se distribuye por China.